# Бекель, Павел Павлович

П. Н. Беляев и П. П. Бекель на автомобиле Gobron-Brillie 30 CV, 1911 год.

Павел (Пауль) Павлович Бекель (1869—1940) — русский предприниматель, потомственный почётный гражданин Санкт-Петербурга, статский советник, популяризатор автомобилизма в России, инициатор создания Российского автомобильного общества.

## Биография
Родился 8 сентября 1869 года в семье купца Павла Яковлевича Бекеля (1837—1916) и Августы Богдановны Бекель (урождённая Виллевальде, ум. 1930) — дочери профессора батальной живописи Богдана (Готфрида) Виллевальде.
В 1880 году Павел поступил в третий класс немецкой гимназии Карла Мая, а завершил учёбу в пятом классе реального училища в 1884 году. После чего продолжил дело семьи и пошёл по стопам отца. К 1914 году в его послужном списке были должности директора-распорядителя Правления Углепромышленного и торгового акционерного общества «Павел Бекель» и директора общества «Орион», которое занималось производством ламп и фонарей. Кроме предпринимательской, Павел Бекель занимался и общественной деятельностью — входил в Правления Ириновско-Шлиссельбургского промышленного общества и Ириновского узкоколейного подъездного пути, был членом попечительного совета приюта Принца Ольденбургского.
Кроме этого он увлекался только недавно появившимися в мире автомобилями, сделав, как автолюбитель, весьма многое для развития автомобилизма в России. С начала 1900-х годов он участвовал в соревнованиях первых автомобилей, а в марте 1902 года в Михайловском манеже Санкт-Петербурга на французском автомобиле «Гоброн-Брилье» участвовал в конкурсе на мастерство вождения и получил приз. Когда в 1900 году в Москве был основан «Московский автомобильный клуб», в 1902 году такой же клуб был создан и в Санкт-Петербурге — «Санкт-Петербургский Автомобиль-клуб». Павел Бекель был одним из учредителей клуба. А в результате совместных усилий обеих клубов 15 мая 1903 года было создано «Российское автомобильное общество». П. П. Бекель являлся секретарем РАО и членом технической комиссии. 19 декабря 1909 года общество стало именоваться «Императорским»; Павел Бекель стал вице-президентом общества, которое после февральской революции стало называться «Всероссийским автомобильным обществом». В 1910 году на английском автомобиле Valveless 22 HP Павел Бекель стартовал в пробеге на Приз Императора Николая II (Киевский автопробег), но выбыл из соревнования из-за поломки машины.
В своей предпринимательской деятельности Бекель также сделал акцент на автомобили, создав «Акционерное общество Павел Бекель», которое поставлял на российский рынок грузовые и легковые автомобили. Проживал в Петербурге до революции 1917 года. Судьба самого Павла Бекеля и его родственников после Октябрьской революции не известна.
Умер 1 января 1940 года в Лондоне.
С 1893 года был женат на Анне Бекель (урождённая Дурасова-Сичоцкая). Вторым браком был женат с 1907 года на Ольге Бадер. Детей ни в первом, ни во втором браке у него не было.